# طحال
طَحال یا سپُرز (به انگلیسی: Spleen) عضوی از دستگاه تورینه‌ای-پوششی (دستگاه رتیکولو اندوتلیال) است؛ که در میان همه مهره‌داران یافت می‌شود. طحال در افراد بالغ در یک چهارم فوقانی چپ شکم واقع شده‌است و از طریق لیگامان (رباط) طحالی کلیوی به کلیه و توسط لیگامان طحالی معدی به معده متصل شده‌است.

## وظایف طحال
- کنترل کیفیت سلول‌های قرمز و پلاکت‌های خون از طریق برداشتن گلبول‌های قرمز مسن و مختل در پولپ قرمز.
- ساخت پادتن در پولپ سفید.
- برداشت باکتری‌ها و فیلتراسیون آنها و سلول‌های خونی پوشیده شده توسط پادتن از جریان خون و جای گذاری گلبول جدید.
- ذخیرهٔ سلول‌های قرمز و سایر عنصرهای شکل گرفته (البته این کارکرد فقط در حیوانات خاصی مثل سگ‌ها و اسب‌ها وجود دارد).
- بازگردانی آهن
- دفع سموم
- تولید لنفوسیت ها

افزایش فعالیت‌های طبیعی فوق به بزرگی طحال می‌انجامد.
طحال در دوران مختلف زندگی وظایف کاملاً متفاوتی را بر عهده می‌گیرد. در دوران جنینی و در ماه‌های پنجم تا هشتم بارداری، طحال به عنوان یک مرکز خون‌ساز عمل می‌کند و گلبول‌های سفید و قرمز خون را می‌سازد. پس از تولد، با انتقال مراکز خون سازی به مغز استخوان، این فعالیت طحال متوقف می‌شود. در عین حال، قابلیت تبدیل به بافت‌های خون‌ساز همواره در طحال باقی می‌ماند در برخی بیماری‌ها که با درگیر کردن مغز استخوان، باعث مهار ساختن سلول‌های خونی می‌شوند، سلول‌های طحال مجدداً شروع به فعالیت خون‌سازی می‌کنند. این فعالیت، معمولاً فاقد ارزش بالینی است و تنها موجب بزرگ شدن بیش از حد طحال و بروز عوارض ناشی از آن می‌شود. در دوران پس از تولد و در سنین کودکی، طحال یک منبع عمده و محل استقرار سلول‌های لنفوسیت B محسوب می‌شود و نقش مهمی را در پاسخ‌های ایمنی بدن ایفا می‌کند. لنفوسیت‌های B که در طحال استقرار یافته‌اند، در پاسخ به میکروب‌ها و عوامل خارجی، شروع به ترشح پادتن یا آنتی‌بادی می‌کنند. سلول‌های ماکروفاژی که در طحال استقرار یافته‌اند، نقش پاک‌کننده خون از سلول‌های غیرطبیعی را بر عهده دارند. گلبول‌های قرمز دارای اشکال غیرطبیعی یا آن‌هایی که بیش از اندازه پیر شده‌اند و همچنین پلاکت‌های غیرطبیعی، توسط طحال از گردش خون فیلتر می‌شوند. در هر روز، ۲۰ میلی‌لیتر گلبول‌های قرمز فرسوده توسط طحال جمع‌ آوری و از گردش خون خارج می‌شوند. به‌طور طبیعی، یک سوم از کل پلاکت‌های بدن، در طحال ذخیره شده‌اند و در موارد لزوم، می‌توانند به جریان خون وارد شوند.

## ساختمان طحال
طحال از پولپ سفید و پولپ قرمز تشکیل شده‌است. پولپ سفید ماهیت لنفوئیدی دارد و حاوی قسمت‌های زیر است:
1. فولیکول‌های سلول B
2. ناحیهٔ حاشیه‌ای در اطراف فولیکول‌ها
3. نواحی انباشته از سلول‌های T که آرتریولها را می‌پوشاند.

پولپ قرمز از سینوسها و طناب‌های پولپ تشکیل شده‌است. طحال در گردش پورت واقع شده‌است یعنی خون آن به ورید پورت می‌ریزد. علت این امر مشخص نیست اما شاید فشار خون پایین‌تر سبب آهسته‌تر شدن جریان خون شده و به این ترتیب آسیبی را که به اریتروسیتها وارد می‌شود به حداقل می‌رساند. جریان خون شریان طحالی ۱۵۰ سی‌سی بر دقیقه‌است.

## بیماری‌های طحال
- بزرگ‌طحالی: بزرگ شدن بیش از حد طحال در برخی بیماریها مانند بیماری سیروز کبدی
- پرکاری طحال: فعالیت بیش از حد طحال
- بی‌طحالی: نبودن طحال یا فقدان کارکرد آن مثلاً در اثر ترومای به طحال که فرد را به برخی بیماری های عفونی مانند پنوموکوک آسیب پذیرتر می‌کند.
- طحال ساختار لنفی-خونی دارد.

## نگارخانه

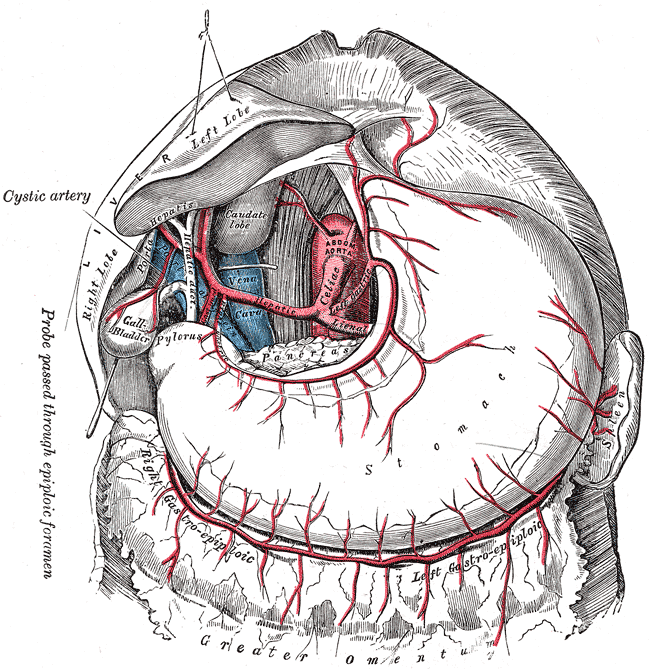
The celiac artery and its branches.
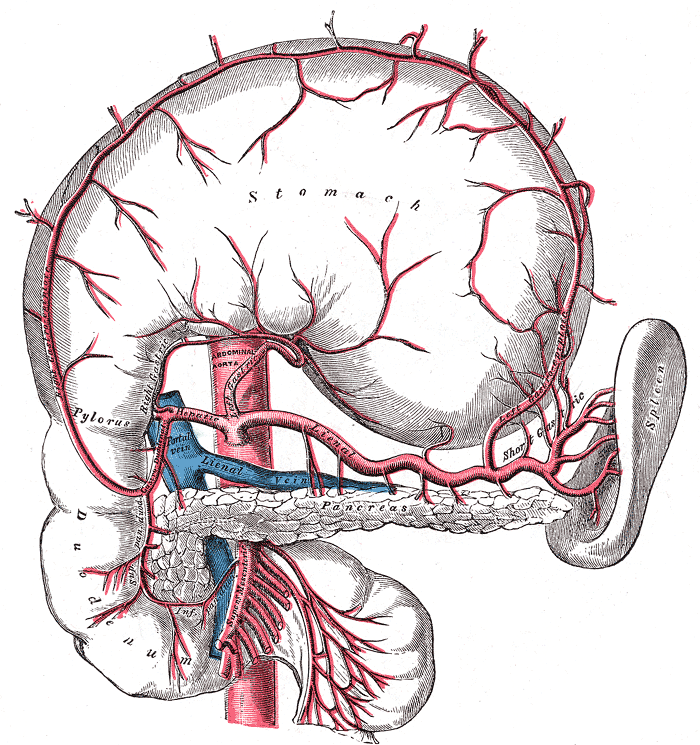
The celiac artery and its branches.
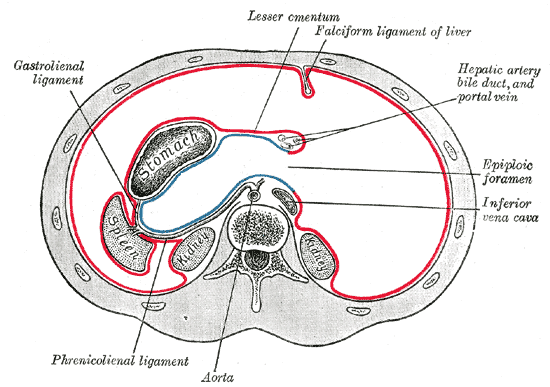
Horizontal disposition of the peritoneum in the upper part of the abdomen.
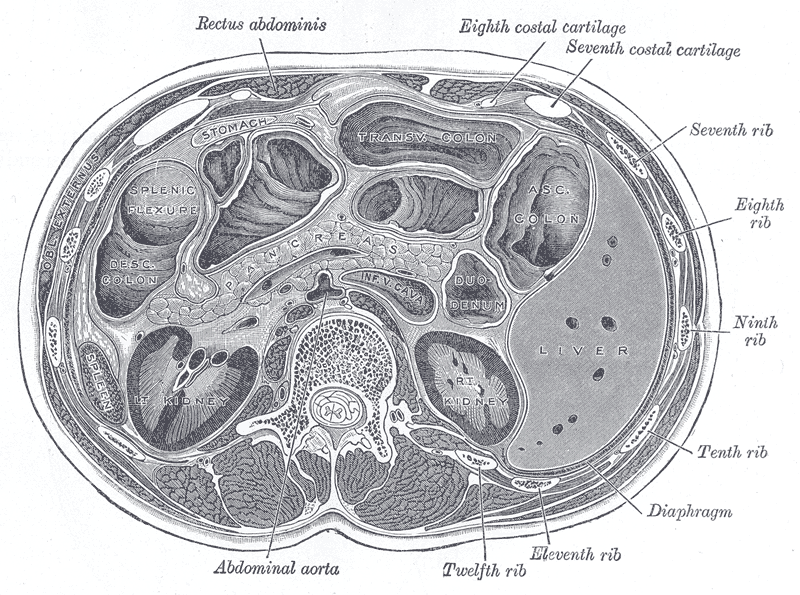
Transverse section through the middle of the first lumbar vertebra.
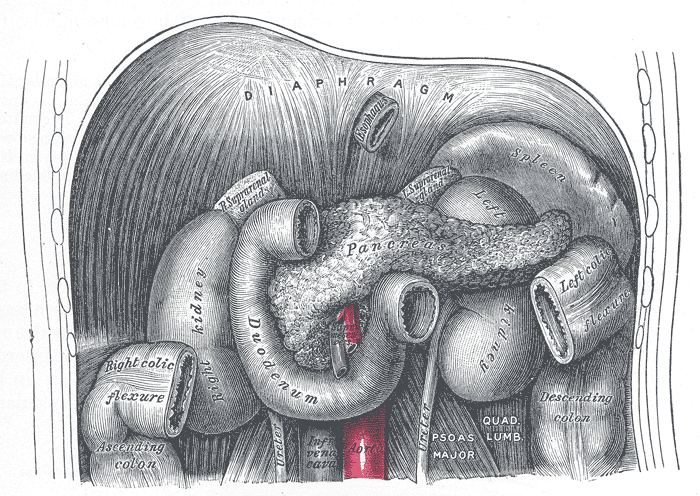
The duodenum and pancreas.
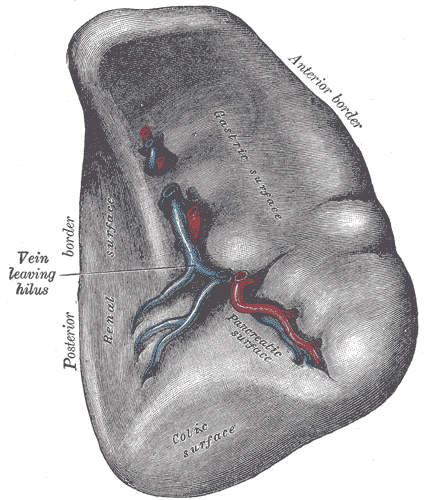
The visceral surface of the spleen.
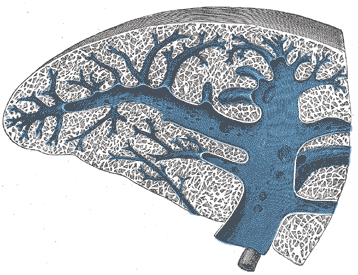
Transverse section of the spleen, showing the trabecular tissue and the splenic vein and its tributaries.
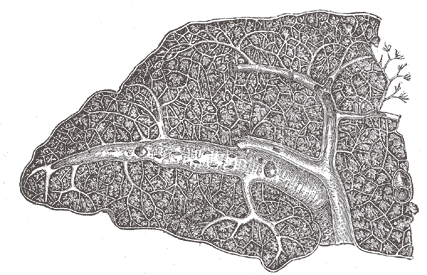
Transverse section of the human spleen, showing the distribution of the splenic artery and its branches.
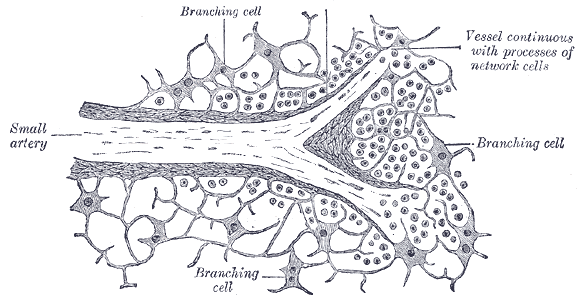
Section of the spleen, showing the termination of the small blood vessels.
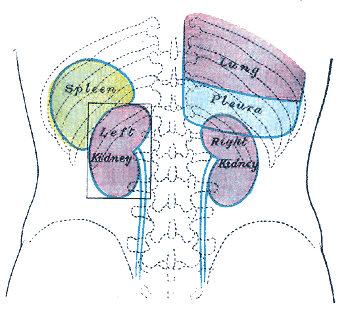
Back of lumbar region, showing surface markings for kidneys, ureters, and spleen.
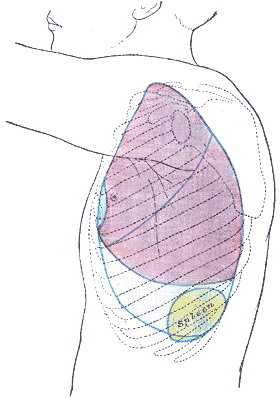
Side of thorax, showing surface markings for bones, lungs (purple), pleura (blue), and spleen (green).
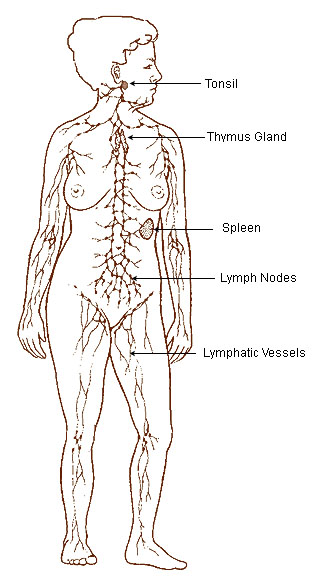
Lymphatic system